# Bennington (New Hampshire)
Bennington è un comune degli Stati Uniti d'America facente parte della contea di Hillsborough nello stato del New Hampshire.